# Fattighuskabarén

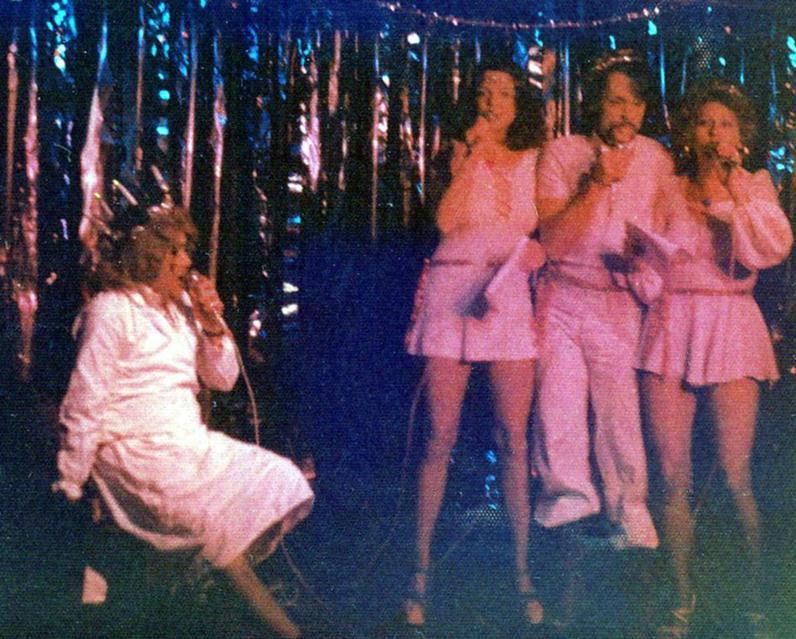
Lucianummer Sankta Bongita i Fattighuskabaréns julshow i december 1974

Fattighuskabarén var en kabaréunderhållning som gavs på Club Fattighuset (som ofta kallades bara Fattighuset) på Döbelnsgatan 3 i Stockholm från våren 1974 och några år in på 1980-talet. Showen gavs i regel endast på tisdagar och kallades därför även för Tisdagskabarén. Den ansågs banbrytande inom dekadent underhållning i Sverige.[källa behövs]
Tidigt i sina karriärer medverkade Ted Åström och Örjan Ramberg som ordinarie ensemblemedlemmar, liksom även Johannes Brost, Claes Vogel, Agneta Lindén, Eva Norberg, Anita Prytz, duon Greta & Malou, Henry Jensen, Pontus Platin med flera. Mia Adolphson uppträdde sporadiskt med en kritikerrosad parodi på Barbra Streisand, och till 25-årsjubileet framträdde även receptionisten Agneta Wigforss på scen. Stället drevs av Hans Lagerman och konferencier var oftast Bongo Arvidsson.
22–23 april 1994 spelades en 20-årsjubileumsföreställning på Tyrol i Stockholm.